# Axel Mattenklott
Axel Mattenklott (* 8. März 1942; † 28. Februar 2023) war ein deutscher Psychologe und Hochschullehrer.

## Leben
Er studierte Psychologie und Biologie an den Universitäten Hamburg, Braunschweig und Mainz. Nach der Promotion 1974 zum Dr. rer. nat. und der Habilitation 1987 war er von 1987 bis 1993 Privatdozent und seit 1993 außerplanmäßiger Professor. Er lehrte Medienpsychologie sowie Organisations- und Wirtschaftspsychologie.  Seit 2009 war er emeritiert. 

## Schriften (Auswahl)
- Die Bewertung der Validität eines geometrischen Modells der Urteilsbildung. Ein numerischer und ein axiomatischer Ansatz. 1974, OCLC 633828525.
- mit Reinhold S. Jäger: Diagnostische Urteilsbildung in der Psychologie. Ein Überblick. Frankfurt am Main 1981, OCLC 314256565.